# Tim Burton

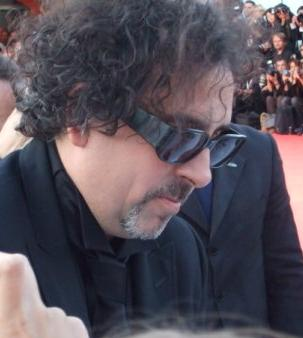
Tim Burton

Timothy Walter Burton (* 25. srpna 1958, Burbank, Kalifornie, USA) je americký filmový režisér, scenárista, básník, spisovatel a filmový výtvarník známý svým nekonvenčním stylem.
Do širokého povědomí se dostal zejména po natočení kasovního trháku Batman v roce 1989, ke kterému později natočil i pokračování. Mezi jeho další úspěšné filmy patřil Střihoruký Edward, kde točil poprvé se svým oblíbeným hercem Johnny Deppem. Ten hrál i v dalších jeho úspěšných filmech jako Ed Wood, Sweeney Todd: Ďábelský holič z Fleet Street, Ospalá díra či Karlík a továrna na čokoládu. Depp taky namluvil hlavní postavu jeho animované Mrtvé nevěsty. Kromě Johnnyho Deppa patří k jeho častým spolupracovníkům i skladatel Danny Elfman. V roce 2006 vyšla v České republice také kniha Burtonových básní pod názvem Trudný konec Ústřičného chlapečka a jiné příběhy.

## Životopis
Vyrůstal v Burbanku, městské části Los Angeles, kde se nacházejí ateliéry Disneyovy společnosti, Warner Bros. a Columbia. Studoval na California Institute of Arts a podařilo se mu získat místo v tamějším programu trikových filmů, což ho brzy přivedlo do Disneyova ateliéru, který nabíral nové pracovníky právě z tohoto ročníku studia. V roce 1979 tam pracoval jako Disneyův zaměstnanec, kreslíř na filmu Liška a pes (1981). Zde musel kreslit především scény s malým lišákem, který se od té doby stal jeho osobním předmětem nenávisti. Pocta Vincentu Priceovi Vincent (1982), černobílý kreslený a trikový loutkový film, přičemž vypravěčem mimo obraz byl tento elegantní hororový představitel, a kromě toho další na černobílý materiál natočený film Frankenweenie (1984) jsou jeho vlastní první filmy natočené pro studio Disney. Tyto filmy byly spíše obdivovány, než uznávány a bez okolků zmizely v archivu. Frankenweenie je příběh chlapce, který svého přejetého psa oživí ránou elektrického proudu. Laskavou parafrází na film Frankensteinova nevěsta (1935) produkoval Burton pro Disney dětský televizní kanál. Jako pedagogicky povážlivý, ale především ponurý byl považován tehdejšími odpovědnými činiteli tento půlhodinový film prominentně obsazený Danielem Sternem a Shelley Duvalovou. Pee-Weeho velké dobrodružství (1985), v Německu vydán pouze na videu, se v USA stal překvapivým hitem. Komerční úspěch následující komedie Beetlejuice (1988) a především filmu Batman (1989) přispěl k tomu, že hollywoodská studia mu dala volný prostor, umožňující v následující letech realizaci filmů jako Střihoruký Edward (1990), Ed Wood (1994), Mars útočí! (1996), Planeta opic (2001) a dalších.

## Spolupráce s Dannym Elfmanem

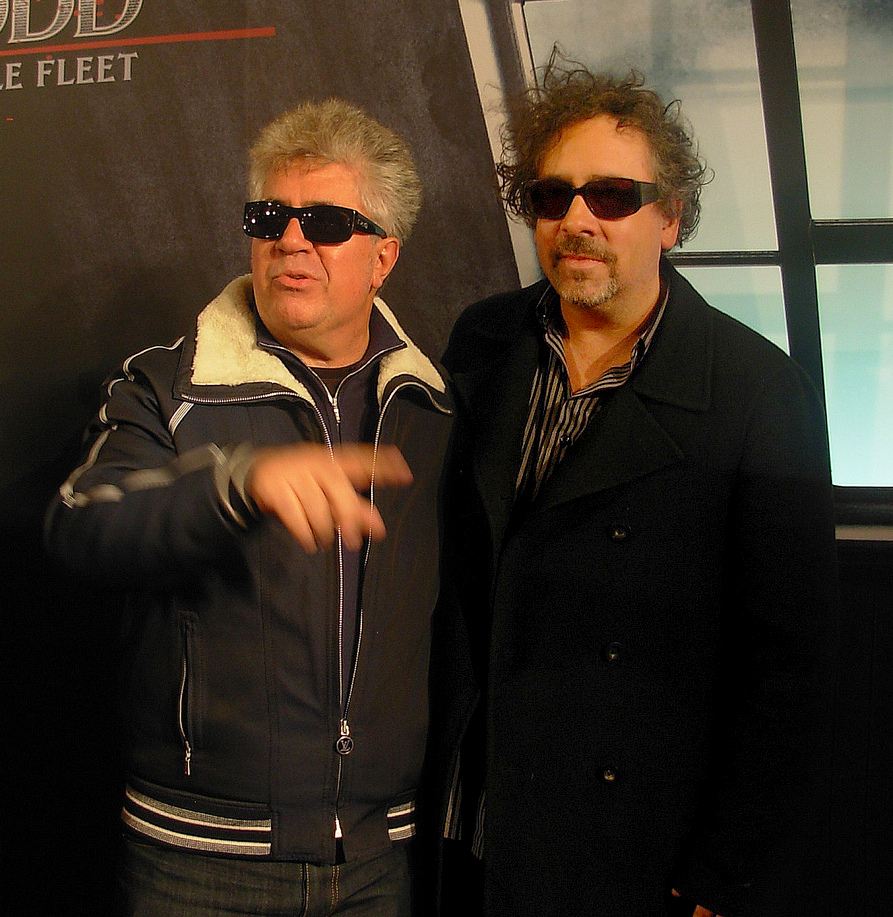
Pedro Almodóvar (vlevo) a Tim Burton (vpravo) na premiéře filmu Sweeney Todd: Ďábelský holič z Fleet Street (2007) v Madridu, Španělsko

29. května 1953 se narodil Danny Elfman v Los Angeles v USA. Pro svého bratra Richarda, s nímž vystupoval v 70. letech ve stejném uskupení, zkomponoval první soundtrack. Film Forbidden Zone (1980) propadl kvůli své podobnosti s The Rocky Horror Pictureshow (1974) zcela u kritiků v Německu. Líbila se pouze hudba k filmu, což ovšem nevedlo k tomu, že by Danny Elfman, který také ve Forbidden Zone vystupuje v roli Satana, pokračoval dál v komponování filmové hudby. V následující letech pracoval se skupinou Oingo-Boingo, která se stala legendou. Prostřednictvím Oingo-Boingo byl upozorněn na Elfmana a angažoval ho pro filmovou hudbu ke svému prvnímu hranému celovečernímu filmu Pee-Weeho velké dobrodružství (1985). Od té doby jsou Elfmanovy skladby nedílnou součástí jeho filmů. Elfman skládal nejen hudbu k filmům Dobrý Will Hunting (1997), ale i hudbu pro filmové série jako Muži v černém (1997/2003), Terminátor 3: Vzpoura strojů (2003) nebo Spider-Man (2002/2007).

## Režijní filmografie
- 1971 The Island of Doctor Agor
- 1979 Stalk of the Celery
- 1979 Doctor of Doom
- 1982 Vincent
- 1982 Hansel and Gretel
- 1982 Luau
- 1982 Aladdin and His Wonderful Lamp
- 1984 Frankenweenie
- 1985 Pee-Weeho velké dobrodružství
- 1985 Alfred Hitchcock uvádí
- 1988 Beetlejuice
- 1989 Batman
- 1990 Střihoruký Edward
- 1992 Batman se vrací
- 1993 Ukradené Vánoce (režie Henry Selick)
- 1994 Ed Wood
- 1996 Mars útočí!
- 1999 Ospalá díra
- 2000 The World of Stainboy
- 2001 Planeta opic
- 2003 Velká ryba
- 2005 Mrtvá nevěsta Tima Burtona
- 2005 Karlík a továrna na čokoládu
- 2007 Sweeney Todd: Ďábelský holič z Fleet Street
- 2010 Alenka v říši divů
- 2011 Frankenweenie: Domácí mazlíček
- 2011 Temné stíny
- 2014 Big Eyes
- 2015 Pinocchio
- 2016 Sirotčinec slečny Peregrinové pro podivné děti
- 2019 Dumbo
- 2022 Wednesday